# All-Russian Union for Women's Equality
All-Russian Union for Women's Equality (Fritt översatt: All-ryska föreningen för kvinnors jämlikhet), var en rysk kvinnoorganisation, bildad 1905. 
Före ryska revolutionen 1905 var alla politiska föreningar förbjudna. När politiska organisationer blev tillåtna 1905, organiserade sig den ryska kvinnorörelsen för första gången i tydliga politiska föreningar, och All-ryska föreningen för kvinnors jämlikhet bildades samma år. Det var en liberal kvinnoförening som verkade för könens lika rättigheter. Den utgav även sin egen tidning. 
Föreningen upphörde 1909. Många av dess medlemmar gick med i All-ryska förbundet för kvinnors jämlikhet, som kom att ersätta denna och som fungerade som den främsta kvinnoföreningen i Ryssland fram till ryska revolutionen.